# 三江镇站
三江鎮站在江西省南昌县三江镇，于1965年启用，目前由南昌铁路局管辖，车站等级为四等站。
由于昌福铁路的修建，三江鎮站被重建并向南昌方向平移2200米。

## 邻近车站
- 维基共享资源上的相關多媒體資源：三江镇站